# Canaules-et-Argentières
Canaules-et-Argentières ist eine französische Gemeinde im Département Gard in der Region Okzitanien (vor 2016 Languedoc-Roussillon). Sie gehört zum Arrondissement Le Vigan und zum Kanton Quissac.

## Geografie
Die Gemeinde Canaules-et-Argentières liegt 27 Kilometer nordwesrloich von Nîmes. Sie grenzt im Norden an Lézan, im Osten an Saint-Jean-de-Serres, im Südosten an Savignargues und Saint-Théodorit (Berührungspunkt), im Süden an Puechredon, im Südwesten an Logrian-Florian, im Westen an Saint-Nazaire-des-Gardies und im Nordwesten an Massillargues-Attuech.

## Bevölkerungsentwicklung
| Jahr      | 1962 | 1968 | 1975 | 1982 | 1990 | 1999 | 2008 | 2020 |
| Einwohner | 402  | 395  | 352  | 345  | 353  | 342  | 441  | 466  |

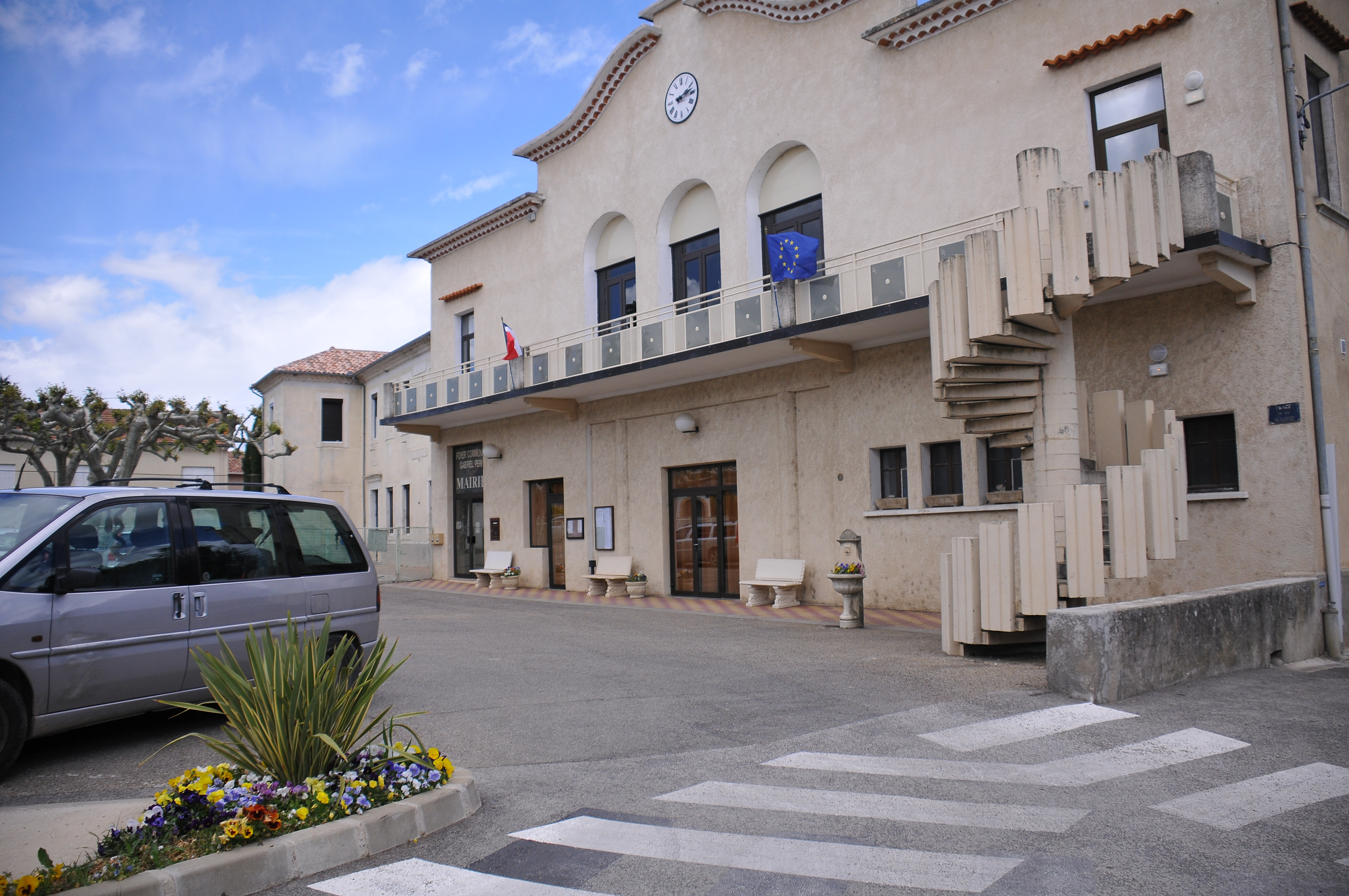
Mairie Canaules-et-Argentières
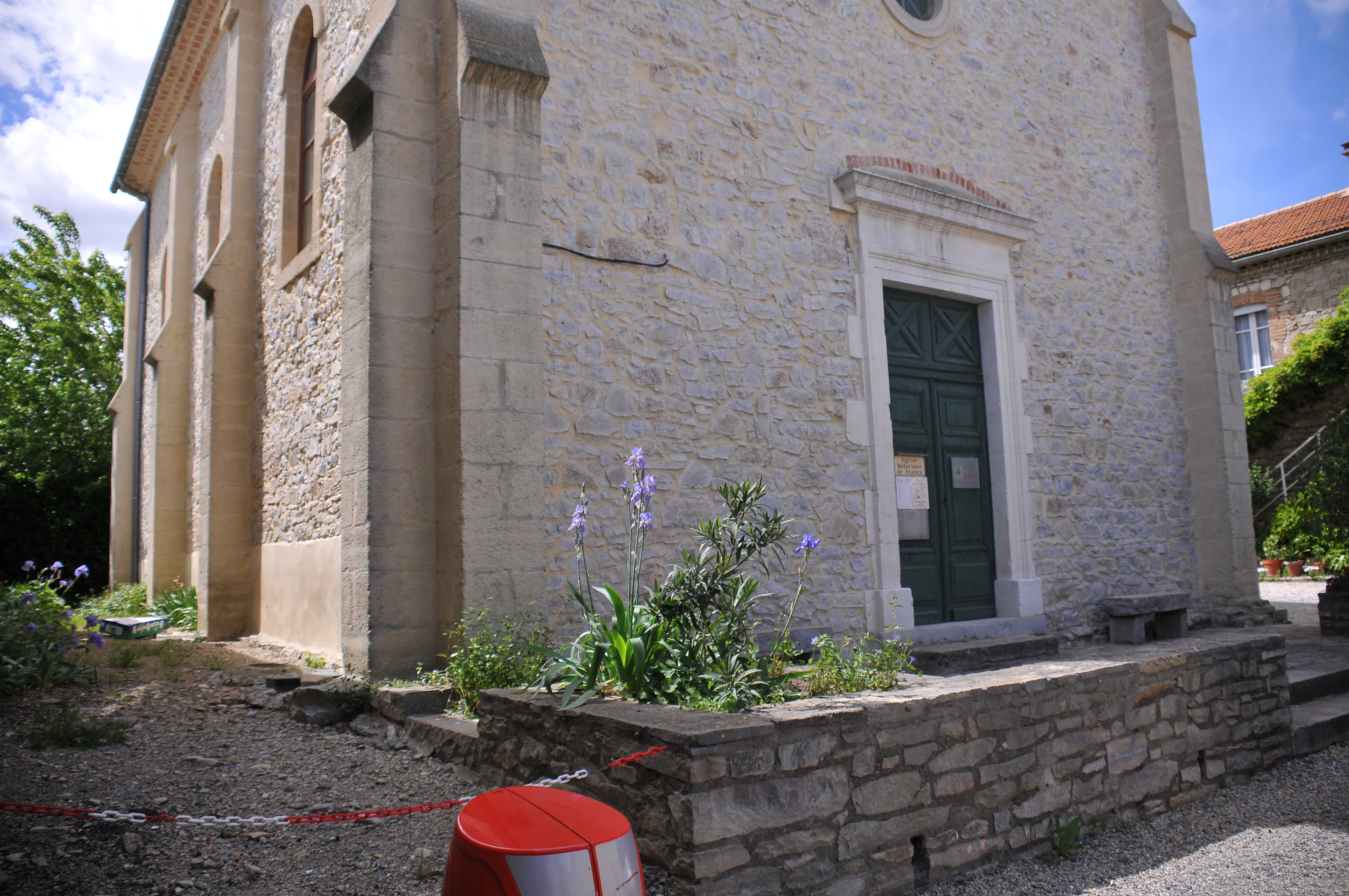
Protestantische Kirche